# Làpida alcista
Una Làpida alcista (en anglès: Bullish Gravestone Doji; en japonès: tohba) és un patró d'espelmes japoneses format per dues espelmes que indica un possible final i canvi de tendència baixista; rep aquesta denominació perquè l'espelma tindira una forma "similar" a la d'una làpida i representa les morts -en sentit figurat- dels baixistes mentre defensaven el seu territori. Té les mateixes implicacions que l'Martell invertit.

## Criteri de reconeixement
1. La tendència prèvia és baixista
2. Es forma una 1a espelma negra amb tancament proper al low
3. Al dia es forma una 2a espelma que té una molt llarga ombra superior, que és la part rellevant
4. Aquesta 2a espelma no té (o és mínima) ombra inferior i els preus acaben tancant iguals (o pràcticament) als d'obertura.

## Explicació
La làpida té implicacions alcistes perquè després d'una tendència baixista el mercat no ha pogut continuar la seva tendència, sinó que arribats a un punt de suport la força dels baixistes es veu àmpliament superada pels alcistes que porten el preu amunt. Malgrat tot els bears aconsegueixen que la jornada tanqui prop del preu d'obertura, però les seves posicions han quedat en dubte. La làpida baixista vindria a representar tots aquells especuladors que estant curts han mort intentant defensar el seu territori.

## Factors importants
La làpida alcista té una significació baixista més forta que el Martell invertit. Quan més llarg sigui l'ombra superior més evidència de la força dels bulls. Es recomana esperar a la confirmació l'endemà en forma gap alcista, o sinó en forma d'espelma blanca amb tancament superior, per a determinar la força dels bulls. Si no n'hi ha, visualitza on hi ha un suport i on es dispara la pressió compradora.